# Xysticus tsanghoensis
Xysticus tsanghoensis är en spindelart som beskrevs av Hu 200. Xysticus tsanghoensis ingår i släktet Xysticus och familjen krabbspindlar. Inga underarter finns listade i Catalogue of Life.